# Domenico Pesenti

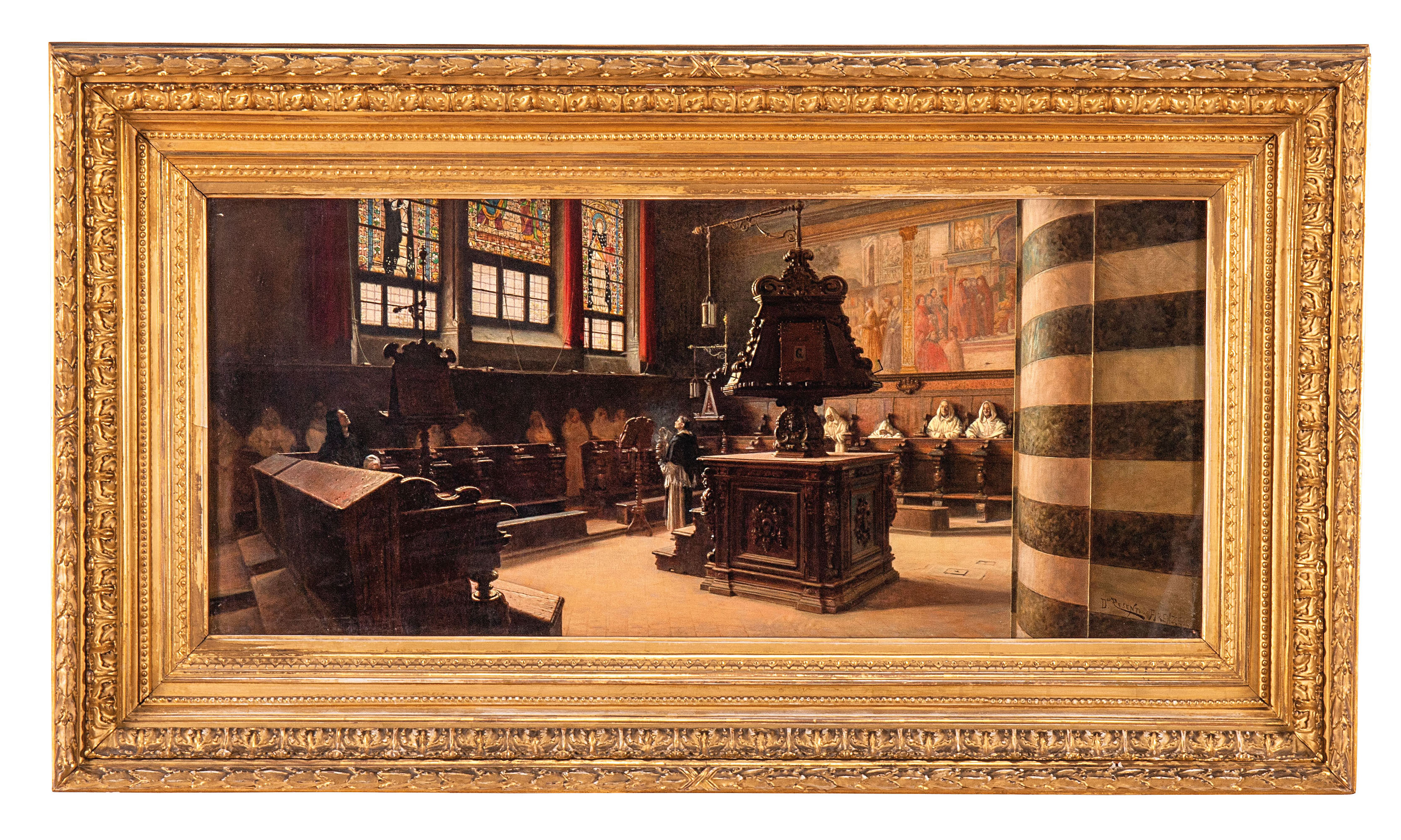
Preghiera in Santa Maria Novella olio su tela 48x98

Domenico Pesenti (Medole, 21 gennaio 1843 – Mantova, 11 febbraio 1918) è stato un pittore e antiquario italiano.

## Biografia
Incline agli studi artistici frequentò nel 1862 l'accademia di Brera a Milano, dove ebbe come maestro Camillo Boito. Nel 1870 si stabilì a Milano. Frequentò anche gli ambienti artistici di Torino e Firenze, città nella quale visse per vent'anni, dal 1877 al 1897 e dove svolse anche l'attività di antiquario. Qui accolse il nipote Vindizio,  iniziandolo all'esercizio della pittura e della musica.
Tornò a Mantova nel 1897 dove morì nel 1918.
Un complesso di 252 opere (dipinti, disegni e sculture) e documenti autografi e materiale d'atelier, di Domenico Pesenti e del nipote Vindizio Nodari Pesenti fu custodito dal 1960 da Licia Nodari Pesenti, unica erede del patrimonio artistico fino al 1999 quando il "Fondo Nodari Pesenti" fu acquisito dal comune di Mantova.

## Esposizioni
- 1864 - Brescia, Galleria Civica d'Arte Moderna
- 1870 - Milano, Palazzo Reale e Pinacoteca di Brera
- 1877 - Venezia, Palazzo Ducale